# Томас, Рой
Рой Томас (англ. Roy Thomas, род. 22 ноября 1940 года, Миссури) — американский автор комиксов и киносценарист. В 1970-е годы был главным редактором Marvel Comics. Лауреат десятков премий в области комиксов.

## Биография
Рой родился 22 ноября 1940 года в Миссури, США. С детства был фанатом комиксов, и уже во взрослом возрасте стал автором в перезапусках таких любимых в детстве серий, как Флэш и Фантастическая четвёрка. В 1965 году Томас пытался устроиться на постоянную работу в DC Comics, но в итоге оказался в Marvel Comics. В этой компании он проработал до 1981 года, дослужившись до главного редактора. Он перенес на почву комиксов модный жанр фэнтези, создав серию комиксов о популярном книжном герое Конане и придумав его спин-офф, «Рыжую Соню». Он работал и над комиксами о Людях Икс, и договорился с Джорджем Лукасом о выпуске комиксов по Star Wars.
В 1981 году Рой Томас ушёл из Marvel, поссорившись с одним из руководителей, Джимом Шутером (по мнению Шутера, Томас ставил слишком высокие условия для продления контракта). Некоторое время он работал во фрилансе, прежде чем устроиться в DC Comics, как он когда-то хотел. Он работал над такими сериями, как Лига справедливости и др. В 1985 году Джим Шутер ушёл из Marvel, что позволило Рою Томасу снова сотрудничать с этой компанией.
Помимо создания комиксов, Рой Томас писал сценарии для фильмов и телесериалов в жанре фэнтези. Среди них — «Огонь и лёд», «Конан-разрушитель», некоторые эпизоды телесериалов «Зена — королева воинов» и «Удивительные странствия Геракла».
В 2015 году в широкий прокат вышел блокбастер Marvel «Мстители: Эра Альтрона». В одной из сцен, в которой показано видение Капитана Америка, выступает музыкальная группа под названием «Рой Томас». Так создатели фильма отдали должное автору главного злодея этой истории — Альтрона, который впервые появился на страницах комикса писателя Роя Томаса и художника Джона Бушема «Мстители» № 58 в 1968 году.